# Noyelles-sous-Bellonne
Noyelles-sous-Bellonne là một xã trong tỉnh Pas-de-Calais, vùng Hauts-de-France, Pháp.
Noyelles-sous-Bellonne có cự ly 14 dặm (23 km) về phía đông Arras, tại giao lộ của các tuyến đường D44 và D44E.

## Dân số
| 1962                                                              | 1968 | 1975 | 1982 | 1990 | 1999 | 2006 |
| ----------------------------------------------------------------- | ---- | ---- | ---- | ---- | ---- | ---- |
| 384                                                               | 391  | 383  | 379  | 515  | 568  | 725  |
| Số liệu điều tra dân số tính từ năm 1962, dân số chỉ tính một lần |      |      |      |      |      |      |

## Địa điểm nổi bật
- Nhà thờ St.Pétronille, rebuilt along with the rest of the village, after World War I.